# Fryderyk dla jazzowego artysty / artystki roku
Fryderyk dla jazzowego artysty / artystki roku – polska nagroda muzyczna Fryderyk, przyznawana corocznie od roku 1998 w sekcji muzyki jazzowej w kategorii jazzowy artysta / artystka roku. Honoruje artystów muzycznych za całokształt działalności w danym roku. Fryderyki są przyznawane od 1995 przez Związek Producentów Audio-Video (ZPAV) za osiągnięcia w rodzimym przemyśle muzycznym. Od 2000 za wyłanianie nominowanych, a następnie laureatów odpowiedzialna jest powołana przez ZPAV Akademia Fonograficzna.
Kategoria została wprowadzona podczas czwartej edycji, Fryderyków 1997. Nazywała się:
- jazzowy muzyk roku w edycjach od 1997 do 2012,
- artysta roku w edycjach od 2013 do 2018,
- artysta roku jazz w edycjach 2019 i od 2021 do 2024,
- jazzowy artysta roku w edycji 2020,
- jazzowy artysta / artystka roku w edycji 2025.

Najwięcej nominacji w kategorii (po 9) otrzymali Henryk Miśkiewicz i Marcin Wasilewski. Najwięcej nagród (6) zdobył Marcin Wasilewski. Tomasz Stańko wygrał 4 nagrody, zaś Henryk Miśkiewicz, Maciej Obara, Piotr Wojtasik i Zbigniew Namysłowski po 2.

## Laureaci i nominowani
| Rok          | Zdjęcie          | Laureat              | Pozostałe nominacje | Źr.    |
| ------------ | ---------------- | -------------------- | --- | ------ |
| 1997         |                  | Tomasz Stańko        | - Adam Pierończyk - Andrzej Jagodziński - Włodzimierz Nahorny - Zbigniew Namysłowski                                     | [ 2 ]  |
| 1998         |                  | Leszek Możdżer       | - Adam Pierończyk - Jarosław Śmietana - Maciej Strzelczyk - Mikołaj Trzaska - Piotr Wojtasik                             | [ 3 ]  |
| 1999         |                  | Tomasz Stańko        | - Andrzej Jagodziński - Henryk Miśkiewicz - Leszek Możdżer - Piotr Wojtasik                                              | [ 4 ]  |
| 2000         |                  | Włodzimierz Nahorny  | - Bogdan Hołownia - Maciej Strzelczyk - Piotr Baron - Wojciech Niedziela                                                 | [ 5 ]  |
| 2001         |                  | Andrzej Jagodziński  | - Henryk Miśkiewicz - Izabela Zając - Maciej Sikała - Marcin Wasilewski - Wojciech Majewski - Zbigniew Namysłowski       | [ 6 ]  |
| 2002         |                  | Tomasz Stańko        | - Darek Oleszkiewicz - Michał Tokaj - Marcin Wasilewski - Włodzimierz Nahorny                                            | [ 7 ]  |
| 2003         |                  | Piotr Wojtasik       | - Grażyna Auguścik - Henryk Miśkiewicz - Wojciech Majewski - Zbigniew Namysłowski                                        | [ 8 ]  |
| 2004         |                  | Henryk Miśkiewicz    | - Leszek Możdżer - Michał Tokaj - Piotr Baron - Tomasz Stańko                                                            | [ 9 ]  |
| 2005         |                  | Marcin Wasilewski    | - Leszek Możdżer - Henryk Miśkiewicz - Marek Napiórkowski - Sławek Jaskułke                                              | [ 10 ] |
| 2006         |                  | Zbigniew Namysłowski | - Włodek Pawlik - Maciej Sikała - Tomasz Stańko - Jarosław Śmietana                                                      | [ 11 ] |
| 2008         |                  | Piotr Wojtasik       | - Darek Oleszkiewicz - Henryk Miśkiewicz - Marek Napiórkowski - Zbigniew Namysłowski                                     | [ 12 ] |
| 2009         |                  | Marcin Wasilewski    | - Adam Pierończyk - Grzegorz Nagórski - Michał Tokaj - Piotr Baron                                                       | [ 13 ] |
| 2010         |                  | Tomasz Stańko        | - Andrzej Jagodziński - Krzysztof Herdzin - Paweł Kaczmarczyk - Włodek Pawlik                                            | [ 14 ] |
| 2011         |                  | Adam Pierończyk      | - Krzysztof Herdzin - Maciej Obara - Michał Tokaj - Robert Kubiszyn                                                      | [ 15 ] |
| 2012         |                  | Marcin Wasilewski    | - Grzegorz Nagórski - Jerzy Małek - Krzysztof Herdzin - Robert Majewski                                                  | [ 16 ] |
| 2013         |                  | Henryk Miśkiewicz    | - Adam Bałdych - Atom String Quartet - Grzech Piotrowski - Włodek Pawlik                                                 | [ 17 ] |
| 2014         |                  | Włodek Pawlik        | - Aga Zaryan - Andrzej Jagodziński - Dominik Wania - Jan Smoczyński                                                      | [ 18 ] |
| 2015         |                  | Marcin Wasilewski    | - Adam Bałdych - Michał Barański - Nikola Kołodziejczyk - Włodek Pawlik                                                  | [ 19 ] |
| 2016         |                  | Janusz Muniak        | - Adam Bałdych - Adam Pierończyk - Atom String Quartet - Nikola Kołodziejczyk                                            | [ 20 ] |
| 2017         |                  | Zbigniew Namysłowski | - Adam Bałdych - Adam Pierończyk - Dorota Miśkiewicz - Marek Napiórkowski                                                | [ 21 ] |
| 2018         |                  | Maciej Obara         | - Adam Bałdych - Anna Gadt - Dominik Wania - Marek Napiórkowski - Mateusz Smoczyński - Piotr „Pianohooligan” Orzechowski | [ 22 ] |
| 2019         |                  | Marcin Wasilewski    | - Atom String Quartet - Marcin Masecki - Nikola Kołodziejczyk - Tomasz Chyła                                             | [ 23 ] |
| 2020         |                  | Maciej Obara         | - Adam Bałdych - Jazz Band Młynarski-Masecki - Kuba Więcek - Marek Napiórkowski                                          | [ 24 ] |
| 2021         |                  | Dominik Wania        | - EABS - Marcin Wasilewski - Mateusz Smoczyński - Michał Tomaszczyk                                                      | [ 25 ] |
| 2022         |                  | Marcin Wasilewski    | - Adam Bałdych - Ewa Bem - Dorota Miśkiewicz - Henryk Miśkiewicz                                                         | [ 26 ] |
| 2023         |                  | Michał Barański      | - EABS - Marek Napiórkowski - Piotr Wojtasik - Tomasz Dąbrowski                                                          | [ 27 ] |
| 2024 (remis) |                  | Aga Derlak           | - Andrzej Święs - Dorota Miśkiewicz - Paweł Tomaszewski - Tomasz Chyła                                                   | [ 28 ] |
| 2024 (remis) | Zbigniew Jakubek |                      | - Andrzej Święs - Dorota Miśkiewicz - Paweł Tomaszewski - Tomasz Chyła                                                   | [ 28 ] |
| 2025         |                  | Tomasz Dąbrowski     | - Adam Bałdych - Henryk Miśkiewicz - Leszek Możdżer - Piotr Wyleżoł                                                      | [ 29 ] |

## Statystyki
| Liczba | Osoba/zespół         | Lata                               |
| ------ | -------------------- | ---------------------------------- |
| 6      | Marcin Wasilewski    | 2005, 2009, 2012, 2015, 2019, 2022 |
| 4      | Tomasz Stańko        | 1997, 1999, 2002, 2010             |
| 2      | Henryk Miśkiewicz    | 2004, 2013                         |
| 2      | Maciej Obara         | 2018, 2020                         |
| 2      | Piotr Wojtasik       | 2003, 2008                         |
| 2      | Zbigniew Namysłowski | 2006, 2017                         |

| Liczba | Osoba/zespół         | Lata                                                 |
| ------ | -------------------- | ---------------------------------------------------- |
| 9      | Henryk Miśkiewicz    | 1999, 2001, 2003, 2004, 2005, 2008, 2013, 2022, 2025 |
| 9      | Marcin Wasilewski    | 2001, 2002, 2005, 2009, 2012, 2015, 2019, 2021, 2022 |
| 8      | Adam Bałdych         | 2013, 2015, 2016, 2017, 2018, 2020, 2022, 2025       |
| 6      | Adam Pierończyk      | 1997, 1998, 2009, 2011, 2016, 2017                   |
| 6      | Marek Napiórkowski   | 2005, 2008, 2017, 2018, 2020, 2023                   |
| 6      | Tomasz Stańko        | 1997, 1999, 2002, 2004, 2006, 2010                   |
| 6      | Zbigniew Namysłowski | 1997, 2001, 2003, 2006, 2008, 2017                   |
| 5      | Andrzej Jagodziński  | 1997, 1999, 2001, 2010, 2014                         |
| 5      | Leszek Możdżer       | 1998, 1999, 2004, 2005, 2025                         |
| 5      | Mateusz Smoczyński   | 2013, 2016, 2018, 2019, 2021                         |
| 5      | Piotr Wojtasik       | 1998, 1999, 2003, 2008, 2023                         |
| 5      | Włodek Pawlik        | 2006, 2010, 2013, 2014, 2015                         |
| 4      | Michał Tokaj         | 2002, 2004, 2009, 2011                               |